# Tim Bulman
(en) Statistiques sur pro-football-reference
Timothy Ryan Bulman (né le 31 octobre 1982 à Washington) est un joueur américain de football américain.

## Enfance
Bulman étudie au Boston College High School de Dorchester où il est un des meilleurs joueurs de la région.

## Carrière

### Université
Il entre au Boston College où il joue quarante-neuf matchs et fait 160 tacles avec 10,5 sacks, trente-huit tacles pour une perte, trente-six pressions sur quarterback, provoque et récupère deux fumbles, bloque un tir et dévie dix-sept passes.

### Professionnel
Tim Bulman n'est sélectionné par aucune équipe lors du draft de la NFL de 2005. Le 25 avril 2005, il signe comme agent libre non drafté avec les Cardinals de l'Arizona et participe au camp d'entraînement avant d'être libéré et de signer pour l'équipe d'entraînement. Il est promu en équipe active à cause de nombreuses blessures sur la ligne défensive. Il joue huit matchs dont un comme titulaire lors de sa saison de rookie. Il est libéré le 2 septembre 2006.
Le 10 octobre 2006, il signe avec les Texans de Houston mais ne joue aucun match de la saison 2006 et intègre l'équipe d'entraînement le 23 décembre. En 2007, il n'apparaît qu'à deux reprises sur les terrains. En 2008, il entre au cours de quatorze matchs et fait quatre sacks. En 2009, il joue quinze matchs dont un comme titulaire avant de faire une saison 2010 vierge. Le 14 septembre 2011, les Texans le libèrent pour permettre l'arrivée de David Anderson. Il revient, néanmoins, deux jours plus tard. Dès la fin de la saison 2011, Bulman est libéré par la franchise de Houston.
Le 25 juillet 2012, Bulman signe un contrat avec les Patriots de la Nouvelle-Angleterre d'une durée d'un an. Il n'est, néanmoins, pas conservé et résilié le 27 août 2012, quelques jours avant l'ouverture de la saison.

## Palmarès
- Seconde équipe de la conférence Big East 2004